# Nils Torvalds
Nils Ole Hilmer Torvalds (Tammisaari Finlândia, 07 de agosto de 1945) é um jornalista e político finlandês-sueco. Desde julho de 2012, é membro do Parlamento Europeu. Nos anos 2008-2011, foi vice-presidente do Partido Popular Sueco da Finlândia (RKP). Ele também foi o candidato presidencial do RKP nas eleições presidenciais de 2018. Nas eleições para o Parlamento Europeu de 2019, Torvalds foi eleito para o seu terceiro mandato no Parlamento Europeu com 46.473 votos.
Torvalds é filho do poeta Ole Torvalds e pai do engenheiro de software Linus Torvalds, famoso pelo kernel Linux.